# تمهید القواعد
التمهید فی شرح رسالة قواعد التوحید مشهور به تمهید القواعد نوشته صائن الدین بن ترکه اصفهانی است و شرح قواعد التوحید اثر ابوحامد محمد اصفهانی (جد شارح) می‌باشد. این کتاب به‌عنوان یکی از منابع مهم در عرفان نظری به شرح و توضیح توحید وجود و اثبات آن و بیان مبانی عقلی و عرفانی در این مسئله و دفع شبهات و ایرادات از آن پرداخته است. تمهید القواعد مدت‌ها در حوزه‌های اصفهان و تهران و قم از متون آموزشی عرفان نظری بوده است. این کتاب، در سال ۱۳۹۶ ق، با تصحیح و تعلیق و مقدمه استاد سید جلال الدین آشتیانی و به همت انجمن اسلامی حکمت و فلسفه ایران به چاپ حروفی رسید و در سال ۱۳۶۰ ش، تجدید چاپ گردید.

## مباحث
مباحث عمده کتاب را می‌توان در چهار محور معرفی نمود که عبارتند از:
1. اثبات توحید وجود و دفع شبهات از آن و بیان برخی از خصوصیات حقیقت وجود؛
2. ظهور وحدت در کثرت و بیان پیدایش کثرات و تعینات؛ از تعین اول تا آخرین مرتبه ظهور حقیقت وجود؛
3. بیان ویژگی‌های انسان و اثبات صلاحیت او برای مظهریت تامه الهی و بیان مراتب نزولی و صعودی او؛
4. راه و روش وصول به معارف حقه و دفاع از حقانیت کشف و شهود و اثبات هم‌آهنگی برهان و شهود و دفع اشکالات بر هر یک از این دو روش.[۱]

کتاب یاد شده در حقیقت پلی است بین فلسفه و عرفان که سعی دارد حتی الامکان مبانی عرفانی را بر مبنا و مساق اهل نظر و استدلال تقریر و تبیین کند.

## تعلیقه علامه حسن‌زاده آملی
علامهحسن حسن‌زاده آملی کتاب تمهید القواعد را در قم نزد علامه طباطبائی فرا گرفت و خود نیز آن را طی سالیانی دراز در چهار دوره تدریس کرد.
وی در خلال مدتی که به تدریس تمهید القواعد اشتغال داشت، علاوه بر اینکه این کتاب را با چندین نسخه مقابله و تصحیح کرد، تعلیق و حواشی فراوانی را بر آن نگاشت و دشواری‌ها و مشکلات آن را برطرف نمود. این کتاب همراه با تعلیقه‌های وی در موسسه انتشاراتی امیر کبیر کار چاپ آن به اتمام رسید و در اختیار علاقمندان قرار گرفت.
شرحی بر این کتاب نیز با نام (عین نضاخ) توسط عبدالله جوادی آملی به رشته تحریر در آمده است.